# Ludność Sopotu
- 1875 – 2 834[1] (przed nadaniem praw miejskich)
- 1880 –  3 543[1] (przed nadaniem praw miejskich)
- 1890 –  4 772[1] (przed nadaniem praw miejskich)
- 1910 –  15 015[2]
- 1925 –  22 377[2]
- 1933 –  27 305[2]
- 1939 –  31 000[2]
- 1946 –  26 917 (spis powszechny)[3]
- 1950 –  36 703[4]
- 1955 –  40 700[5]
- 1959 –  44 300[6]
- 1960 –  44 035 (spis powszechny)[7]
- 1962 –  44 900[8]
- 1965 –  45 094[9]
- 1970 –  47 661 (spis powszechny)[4]
- 1971 –  48 500[10]
- 1972 –  49 900[11]
- 1975 –  51 729[9]
- 1976 –  53 348[9]
- 1977 –  54 539[12]
- 1978 –  51 599 (spis powszechny)[13]
- 1979 –  51 800[14]
- 1980 –  51 290[13]
- 1984 –  51,5 tys.[15]
- 1987 –  49 700[16]
- 1988 –  48 203 (spis powszechny)[17]
- 1990 –  46,7 tys.[18]
- 1993 –  44,7 tys.[18]
- 1995 –  43 576[19]
- 1996 –  43 360[19]
- 1997 –  43 026[19]
- 1998 –  42 781[19]
- 1999 –  42 867[19]
- 2000 –  42 348[19]
- 2001 –  42 035[19]
- 2002 –  41 927 (spis powszechny)[17]
- 2002 –  41 410[19]
- 2003 –  41 017[19]
- 2004 –  40 547[19]
- 2005 –  40 075[19]
- 2006 –  39 624[19]
- 2007 –  39 154[19]
- 2008 –  38 821[19]
- 2009 –  38 460[19]
- 2010 –  38 141[19]
- 2011 –   38 690 (spis powszechny)[17]
- 2011 –  38 584[19]
- 2012 –  38 217[19]
- 2013 –  37 903[19]
- 2014 –  37 654[19]
- 2015 –  37 231[19]
- 2016 –  36 849[19]
- 2017 –  36 533[19]
- 2018 –  36 046[20]
- 2019 –  35 719[20]